# 里見義堯
里見 義堯（さとみ よしたか）は、戦国時代の武将、安房の戦国大名。安房里見氏の第5代当主。
父は里見実堯、母は佐久間盛氏（正木通綱の同族で、三浦・正木とも称したという）の娘。正室は土岐為頼の娘。子に義弘、堯元、堯次、義政（一説に孫の義頼も義堯の子といわれる）。幼名は権七郎、官職は刑部少輔。
上杉謙信、佐竹義重等と結び後北条氏と関東の覇権をめぐって争い続けたが勝敗はつかず、房総半島に勢力を拡大し、里見氏の全盛期を築き上げた。

## 生涯

### 家督相続
永正4年（1507年）、里見実堯の子として生まれる（一説に生年は永正9年（1512年）とも）。
天文2年（1533年）7月27日、里見氏の家中で内紛（天文の内訌）が発生し、後北条氏と通じていた父実堯が従兄の本家当主里見義豊に殺されてしまう。義堯は北条氏綱の支援を受けて、重臣正木時茂と共に上総金谷城において挙兵して里見義豊を殺害し、家督を奪った（犬掛の戦い）。従来は、凡庸な当主義豊が無実の実堯を殺害したため義堯が敵討ちをして義豊を討ったという伝承が長く信じられていたが、近年においてはこれは実堯・義堯父子が仇敵である北条氏綱と結んだクーデターの動きに義豊が対抗しようとした動きであったと考えられている。こうした記録の混乱は、下剋上により義堯が家督を奪ってすぐさま北条氏と手を切ったことを隠蔽するために後年捏造されたものと考えられている。

### 後北条氏との抗争
氏綱の軍を借りてクーデターに成功した義堯だが、真里谷信清が死去して真里谷氏で家督をめぐる抗争が起こると、義堯は真里谷信応を、氏綱は真里谷信隆を支持したため、氏綱と敵対関係になる。しかし義堯は関東に勢力を拡大していた氏綱に単独で挑むことは難しいと考え、小弓公方の足利義明と同盟を結んで対抗した。そして天文6年（1537年）に真里谷信隆を攻めて降伏させた。しかし天文7年（1538年）の第一次国府台合戦で義堯も戦闘には参加したが、大将は足利義明であったこともあって、里見軍の主力はあまり積極的に戦わなかったらしく、結果として義明の戦死は、義堯にとって関東中央部への飛躍の機会となったといえる。
義明の死後、義堯は味方側であった下総や上総に積極的に進出し、上総の久留里城を本拠として里見氏の最盛期を築き上げた。
天文19年（1550年）9月5日､11月7日に足利義輝の命を受けて､里見氏と北条氏との仲介の労を取るために関東に下向した彦部雅楽頭に取り成しに満足した旨の手紙を送っている。
天文21年（1552年）に北条氏康の策動によって、里見氏傘下の国人領主の離反が発生し、天文23年（1554年）には氏康と今川義元、武田信玄との間で三国同盟を締結された。こうした中で、氏康は天文22年4月より北条綱成や北条氏尭を派遣して毎年のように房総半島に侵攻して、沿岸の金谷城や佐貫城を攻略した。このため、弘治元年（1555年）には上総西部のほとんどが後北条氏に奪われることになった。この事態に対して義堯は北条方についた国人勢力の抵抗を鎮圧し、奪われた領土の奪還を図りつつ、越後の上杉謙信と手を結び、太田氏・佐竹氏・宇都宮氏等と同調して、あくまで氏康に対抗する姿勢を見せた。
弘治2年（1556年）には里見水軍を率いて北条水軍と戦い、勝利している（三浦三崎の戦い）。ただし、北条水軍が暴風雨のため沈没したり沖に流されたりしたことが勝因といわれているため、完全な勝利では無かったようである。
永禄3年（1560年）、氏康が里見領に侵攻して来ると、義堯は久留里城に籠もって抗戦し、上杉軍の援軍を得て勝利し、反攻を開始して上総西部のほとんどを取り戻した。永禄5年（1562年）、剃髪して入道し、家督を子の義弘に譲って隠居するが、なおも実権は握り続けている。
永禄7年（1564年）、北条方の太田康資の内通に応じて、義堯は義弘と共に敵対する千葉氏の重臣高城胤吉の勢力圏にあった下総の国府台に侵攻し、北条軍を迎え撃った。緒戦では北条方の遠山綱景・富永直勝を討ち取るものの、油断をした里見軍は、翌明け方、氏康の奇襲と北条綱成との挟撃を受け、重臣正木信茂が討死するなどの敗戦を喫した（第二次国府台合戦）。この敗戦により義堯・義弘父子は上総の大半を失い安房に退却し、里見氏の勢力は一時的に衰退することとなる。しかし、その後は義弘を中心として里見氏は安房で力を養い、徐々に上総南部を奪回し、永禄9年（1566年）末頃までには久留里城・佐貫城などの失地は回復していた。これに対し上総北部の勢力線を維持していた後北条氏は、佐貫城の北方に位置する三船山（現三舟山）の山麓に広がる三船台に砦を築き対抗した。
永禄10年（1567年）8月、義弘の率いる里見軍は三船台に陣取る北条軍を攻囲した。これを知った北条氏康は嫡男氏政と太田氏資らを援軍として向かわせ、別働隊として3男氏照と原胤貞を義堯が詰める久留里城の攻撃へと向かわせた。これに対して義堯は守りを堅固にし、義弘は正木憲時と共に佐貫城を出撃して、三船台に集結した氏政の本軍を攻撃して討ち破った。この時、北条軍の殿を務めた太田氏資が戦死する（三船山合戦）。また、水軍の指揮を取り浦賀水道の確保に当たっていた北条綱成は三浦口より安房へ侵入しようと試みたが、里見水軍と菊名浦の沖合いで交戦して損害を出している。これらの情勢により水陸から挟撃される危険を察知した北条軍は、全軍が上総から撤退することとなった。
この三船山での勝利により里見氏は上総の支配に関して優位に展開し、下総にまで進出するようになった。その後も北条氏に対しては徹底抗戦の姿勢が貫かれるが、義堯は天正2年（1574年）、久留里城にて死去。享年68。
義堯の死後の翌天正3年（1575年）頃になると、上杉氏・武田氏の房総への影響を退けた北条氏の侵攻による圧迫を再び受けはじめ、天正5年（1577年）に義弘と氏政との間で和睦が成立することになる（房相一和）。

## 人物・逸話
- 「五公」の二字を印文とした印判を用いる。五公は五官、公とは官衙のことであり、五つの公儀を行うことをあらわしている。また、世の秩序を正し、伝統的な鎌倉体制を保持することを願って、入道名「正五」を用いる[5]。
- 天文14年（1545年）には安房の鶴谷八幡宮で自らを「副将軍」（関東管領の意とも言われる）として願文を納め、後北条氏と関東の覇権をめぐって争い続けている。北条氏康は義堯が崇敬してやまない僧侶日我を通じて和議を申し出た事があるが、義堯は上人（日我）の申し出でもそれだけは出来ないと答えている。
- 義堯の「堯」の字は、古代中国の三皇五帝の1人堯に由来するものであり、また息子にも義舜と名づけている（舜に由来）。このことから、義堯は故事に基づいた施政を布き、民にも「万年君様」として慕われていたという。
- 義堯の人柄と勇気は敵である後北条氏からも認められており、「仁者必ず勇あり」と称えられていたという（『北条五代記』）。

## 家臣
- 正木時茂
- 正木信茂
- 正木憲時
- 正木時忠
- 正木時通
- 正木頼忠
- 土岐為頼
- 酒井敏房
- 酒井胤治
- 秋元義久
- 安西実元
- 多賀高明
- 加藤信景

など

## 関連作品
小説
- 府馬清『里見風雲録』（1975年 - 1976年、暁書房（全2巻））
- 小川由秋『里見義堯』（2005年、PHP研究所）

伝記
- 滝川恒昭『里見義堯』（2022年、人物叢書：吉川弘文館）ISBN　9784642053075